# 582
582 (DLXXXII) je bilo navadno leto, ki se je po julijanskem koledarju začelo na četrtek.

## Dogodki
- Obri zasedejo Sirmium.

## Rojstva
- Arnulf, škof Metza  († 640)

## Smrti
- Tiberij II. Konstantin,  bizantinski cesar (* okoli 520)